# Cujo (banda)
Cujo fue un grupo español de rock independiente, procedente de Guecho, Vizcaya (País Vasco).
Formados en septiembre de 1994, tomaron su nombre del título de una novela del escritor norteamericano Stephen King. Cujo es el nombre del perro (un San Bernardo) protagonista de la novela.
El grupo lo formaron el guitarrista, cantante y compositor Alfonso Arana y el bajista Iñigo Romera, ambos procedentes del mítico grupo bilbaíno Cancer Moon, junto con el batería Nacho Beltrán, procedente de Los Montarbo. Su primer concierto lo dieron a finales de ese mismo año junto con Vancouvers en la sala Xurrut de Górliz, Vizcaya. Como curiosidad, su concierto de despedida también lo dieron en esa misma sala en enero de 2007. Tras la disolución del grupo, Alfonso Arana formó Sweet Oblivion (banda).
Su música estaba muy influenciada por el rock americano de los 80's y de los 90's y por las bandas de College Rock. Mezclaban melodía y electricidad en canciones con la estructura clásica del pop-rock y su sonido se caracterizaba por su intensidad y su crudeza.
Editaron un total de 7 referencias discográficas entre 1995 y 2005 y formaron parte de lo que los medios de comunicación llamaron Getxo Sound, junto con bandas como Los Clavos, El Inquilino Comunista o Lord Sickness, con quienes compartieron escenario en numerosas ocasiones.
En 1998 se unió al grupo Ricardo Andrade, antiguo miembro de Los Clavos y, en 2003, el batería Asier "Gurru" Gurruchaga, procedente de Zodiacs, sustituyó a Nacho Beltrán, quien entró a formar parte de Atom Rhumba.

## Miembros
- Alfonso Arana: voz y guitarra.
- Iñigo Romera: bajo.
- Ricardo Andrade: guitarra desde 1998.
- Nacho Beltrán: batería hasta 2003.
- Gurru: batería entre 2003 y 2006.

## Discografía

### Álbumes
- Bittersweet (Uff! Records, 1997)
- Looking At You (Satchmo Jazz Records, 2002)
- Easy Living (Discos Crudos-Dock Land, 2003)
- Songs For The Afterworld (Discos Crudos-Dock Land, 2005)

### Singles & EP
- Breakfast (Goo Records, 1995)
- Gold (Radiation Records, 1996)
- Bread & Butter (Autoeditado, 1998)